# Turnhalle Constitutionele Conferentie
De Turnhalle Constitutionele Conferentie (Duits: Turnhalle Verfassungsgebende Konferenz, Engels: Turnhalle Constitutional Conference) was de benaming voor een twee jaar durende conferentie die in Zuidwest-Afrika (Namibië) werd gehouden over de toekomst van het land (1975-1977).

## Geschiedenis
Zuidwest-Afrika, een mandaatgebied dat bestuurd werd door Zuid-Afrika, streefde sinds het einde van de Tweede Wereldoorlog naar onafhankelijkheid. De regering van Zuid-Afrika was hier aanvankelijk fel op tegen, maar druk uitgeoefend door de Verenigde Naties, leidde er in de jaren 70 toe dat Zuid-Afrika zijn koers ten opzichte van Zuidwest-Afrika wijzigde. Onder bepaalde voorwaarden kon Zuidwest-Afrika onafhankelijk worden. Het land moest dan een regering krijgen die het Zuid-Afrikaanse bewind goedgezind zou zijn.
Onder aansporing van de Zuid-Afrikaanse regering organiseerden de op Afrikaners en Duitstaligen gerichte Nasionale Party van Suidwes-Afrika (NPSWA) (een afdeling van in de Zuid-Afrika regerende Nasionale Party) van Dirk Mudge en de National Unity Democratic Organisation (NUDO) die vooral opkwam voor de belangen van de Herero in november 1974 in een gymzaal (Turnhalle) in Windhoek een Constitutionele Conferentie. 

### Uitkomst
De Turnhalle Conferentie duurde tot 1977 en leidde tot de vorming van een voorlopige regering, die Zuidwest-Afrika tot 1989 zou regeren. In 1977 kwam er een Uitvoerend Comité tot stand waarin blanken en kleurlingen (w.o. de Rehoboth) zitting hadden. De partijen en groepen die deelnamen aan de Turnhalle Conferentie vormden samen de Demokratiese Turnhalle Alliansie (DTA), een multiraciaal partijencombinatie van elf partijen. De DTA was fel gekant tegen de bevrijdingsbeweging SWAPO, die tegen samenwerking met Zuid-Afrika was. De NPSWA weigerde, tot onvrede van de Zuid-Afrikaanse regering, deel te nemen aan de DTA. Dirk Mudge was echter wel voorstander van de multiraciale DTA en scheidde zich af van de NPSWA en stichtte de Republikeinse Party (RP), die de belangrijkste blanke partij binnen het de DTA zou worden. De DTA won de verkiezingen voor de Wetgevende Vergadering van december 1978. De DTA die onder leiding stond van Dirk Mudge vormde in 1979 een multiraciaal kabinet. Daarnaast bleef het Uitvoerend Comité voor blanken en Kleurlingen bestaan om de "gescheiden ontwikkeling" (d.i. apartheid) niet in de weg te zitten. In de praktijk kwam de macht echter in handen van het kabinet. In 1989 werd de DTA bij de eerste democratische Namibische parlementsverkiezingen verslagen door de SWAPO.

## Partijen en groepen die deel uitmaakten van de Turnhalle Conferentie
- South West African Labour Party
- Bushman Alliance (BA)
- Caprivi afvaardiging
- Democratic Turnhalle Party of Namibia (DTPN, Nama)
- National Democratic Party (NDP, Owambo)
- National Unity Democratic Organization (Nudo, Herero)
- Rehoboth DTA Party (RDRAP, Rehoboth, Basters)
- Nasionale Party van Suidwes-Afrika/Republikeinse Party (blanken)
- Seoposengwe Party (Tswana)
- South West Afrika People's Democratic United Front (SWAP-DUF, Damara)
- National Democratic Unity Party (NDUP, Kavango)
- Christian Democratic Union (kleurlingen)